# Saurita tricolor
Saurita tricolor är en fjärilsart som beskrevs av William Schaus 1905. Saurita tricolor ingår i släktet Saurita och familjen björnspinnare. Inga underarter finns listade.